# Kværkeby (plaats)
Kværkeby is een plaats in de Deense regio Seeland, gemeente Ringsted. De plaats telt 617 inwoners (2018) en ligt in de gelijknamige parochie Kværkeby (Deens: Kværkeby Sogn).

## Geschiedenis
De oudste resten van menselijke bewoning in de omgeving van Kværkeby dateren uit de Steentijd, circa 9.000 - 5.000 v.Chr. In 1198 wordt de plaats vermeld als Qverkebye. 
Voor de herkomst van de plaatsnaam zijn verschillende verklaringen: een kværk is een oude benaming voor het binnenste deel van een baai (destijds reikte de Køge Bucht dieper het binnenland in), het verwijst naar het moerassige karakter van het gebied, of het is een verbastering van Værkevad oftewel een oversteekplaats in een riviertje. Ook wordt het verband gelegd met een paardenziekte.

## Bezienswaardigheden
De kerk van Kværkeby (Deens: Kværkeby Kirke) is gebouwd in de 12e eeuw. Uit die periode stamt ook het Romaanse schip. De overige delen van de kerk zijn in de late middeleeuwen toegevoegd. In de kerk zijn fresco's te zien uit de 14e eeuw en de periode 1425 - 1540. In de muren zijn twee stenen aangetroffen met een ringsymbool uit de heidense zonnecultus.